# Westeråsmaskiner
Westeråsmaskiner (före 1908 Westerås Lantbruksmaskiner) etablerade 1898 tillverkning i Morgongåva, Heby kommun av bland annat såmaskiner och slåttermaskiner under namnet Aktiv, respektive Aros (det senare varumärket användes för dyrare och mer påkostade modeller av till exempel såmaskiner.
Mest känt blev företaget för den bogserade skördetröskan Aktiv M, som började tillverkas 1948. Senare kom företaget även att tillverka bland annat släpvagnar, samt en snöskoter under benämningen Aktiv, den senare till att börja med under namnet Sno-Tric.
Dessutom tillverkades en snövessla i ett antal olika modeller under namnen Sno-Trac och Trac-Master. Track-Master användes som pistmaskin under vinter-OS i Sapporo 1972.
Tillverkningen av släpvagnar och agenturen för snöskotrar togs under 1980-talet över av Persson Invest i Östersund.
Tillverkningen av lantbruksmaskiner lades ner 1988, i de gamla fabrikslokalerna inrymdes senare företaget Seelig AB.

## Westerås Mekaniska Verkstad
1874 bildades Westerås Mekaniska Verkstads AB i Västerås. VD var Oscar Fredrik Wijkman. Produktionen var lantbruksmaskiner: slåttermaskiner, såmaskiner, hästräfsor och självavläggare. Affärerna gick bra och större lokaler behövdes. De tomma lokalerna i Morgongåva efter Kung Oscarshyttan visade sig passa bra. 

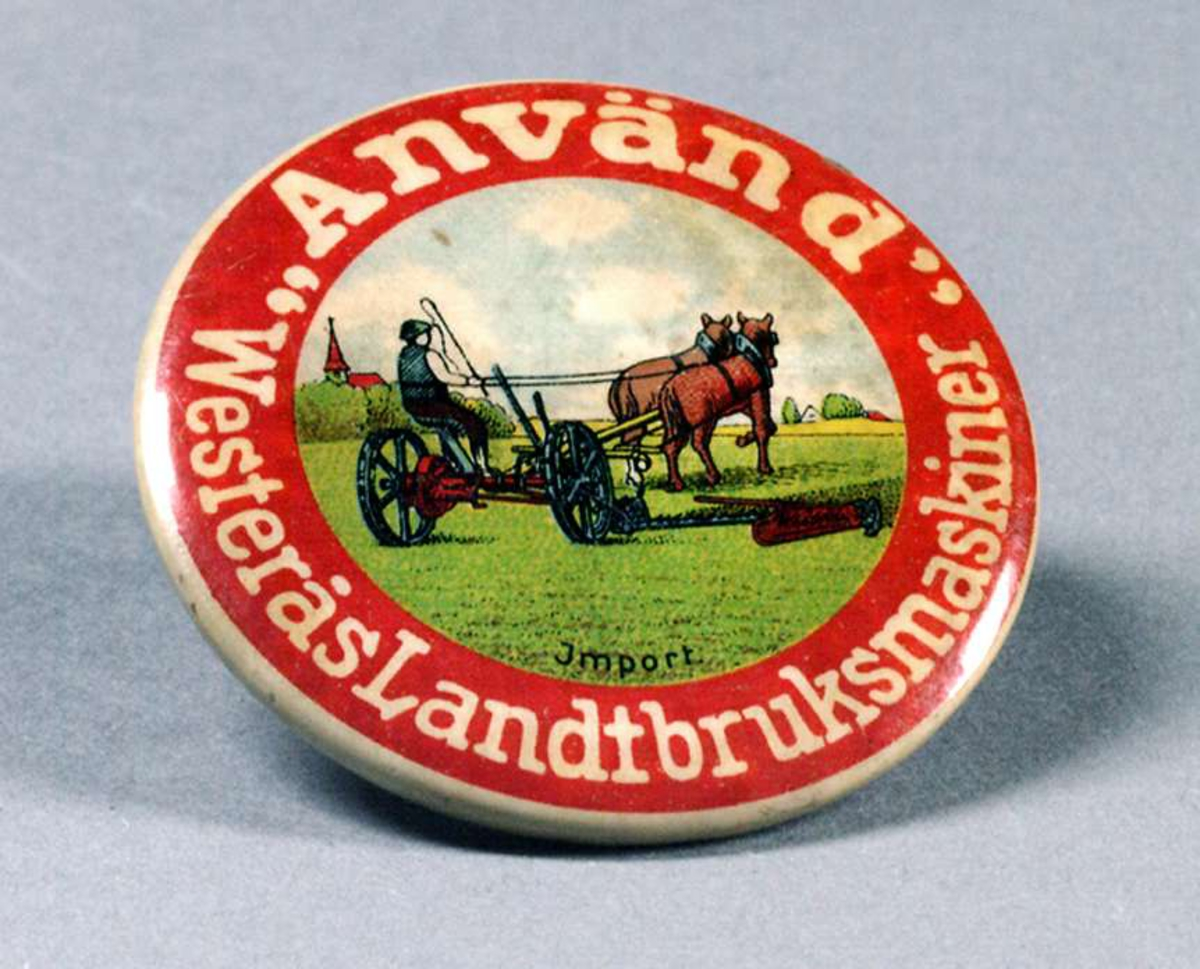
Andra sidan av reklamspegel för Westerås Landtbruksmaskiners slåtterbalk.

## Westerås Landtbruksmaskiner
Oscar Fredrik Wijkman bildar AB Westerås Landtbruksmaskiner tillsammans med tjugo andra aktieägare i Västerås. Fabrikslokalerna i Morgongåva köps in och all utrustning flyttas från Västerås till Morgongåva och produktionen startar 1898.
Nya produkter som successivt introducerades blev gröpkvarnar, tröskverk och gödselspridare.

## Westeråsmaskiner
Företaget fick ekonomiska problem och behövde ökat kapital. Grossistfirman Anders Fischer i Stockholm tog 1908 över ansvaret för verksamheten. Ett nytt bolag bildades: Westeråsmaskiner AB. Anders Fischer blev ny ordförande efter Oskar Fredrik Wijkman. Mats Jacobsson blev VD i Morgongåva.
Försäljningen ökade och under 1909 tillverkade 1 000 slåttermaskiner.
Under 1920-talet efterfrågade det svenska lantbruket maskiner och utrustning i mindre grad än vad man förväntat. Men man kunde upprätthålla exporten. Särskilt åren 1921-22 blev besvärliga för Westeråsmaskiner, som fick en storförlust 1922, som man dock kunde klara av.
1924 firade bolaget 50 år från starten i Västerås 1874. En jubileumsskrift över utvecklingen under åren gavs ut. Man uppgav där att något mer än 100 000 maskinenheter levererats under de femtio första åren.
1926 konstruerades såmaskinen ”Helice” som med åtta olika storlekar såldes under tio år.
Efter Anders Fischers bortgång inträdde Erik C. G. Bolinder som var gift med Fischers äldsta dotter in som disponent och teknisk ledare för Westeråsmaskiner år 1927. Några år senare, 1933, blev han ägare och VD för båda bolagen And. Fischer och Westeråsmaskiner.
1934 Hästslåttermaskinen AKTIV introduceras.

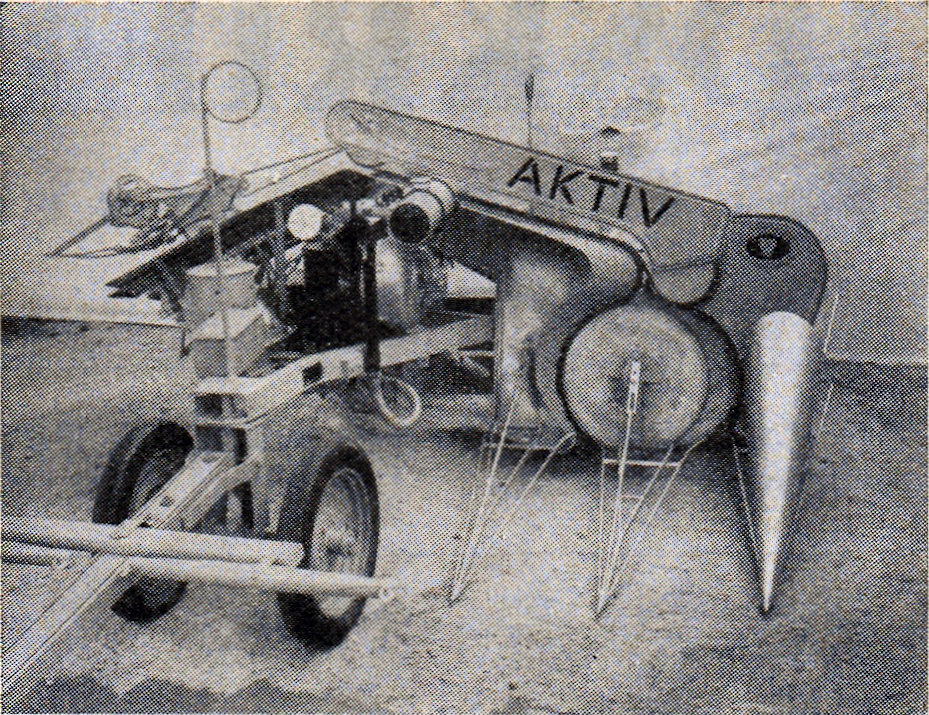
Ryckmaskin för lin, 1943.

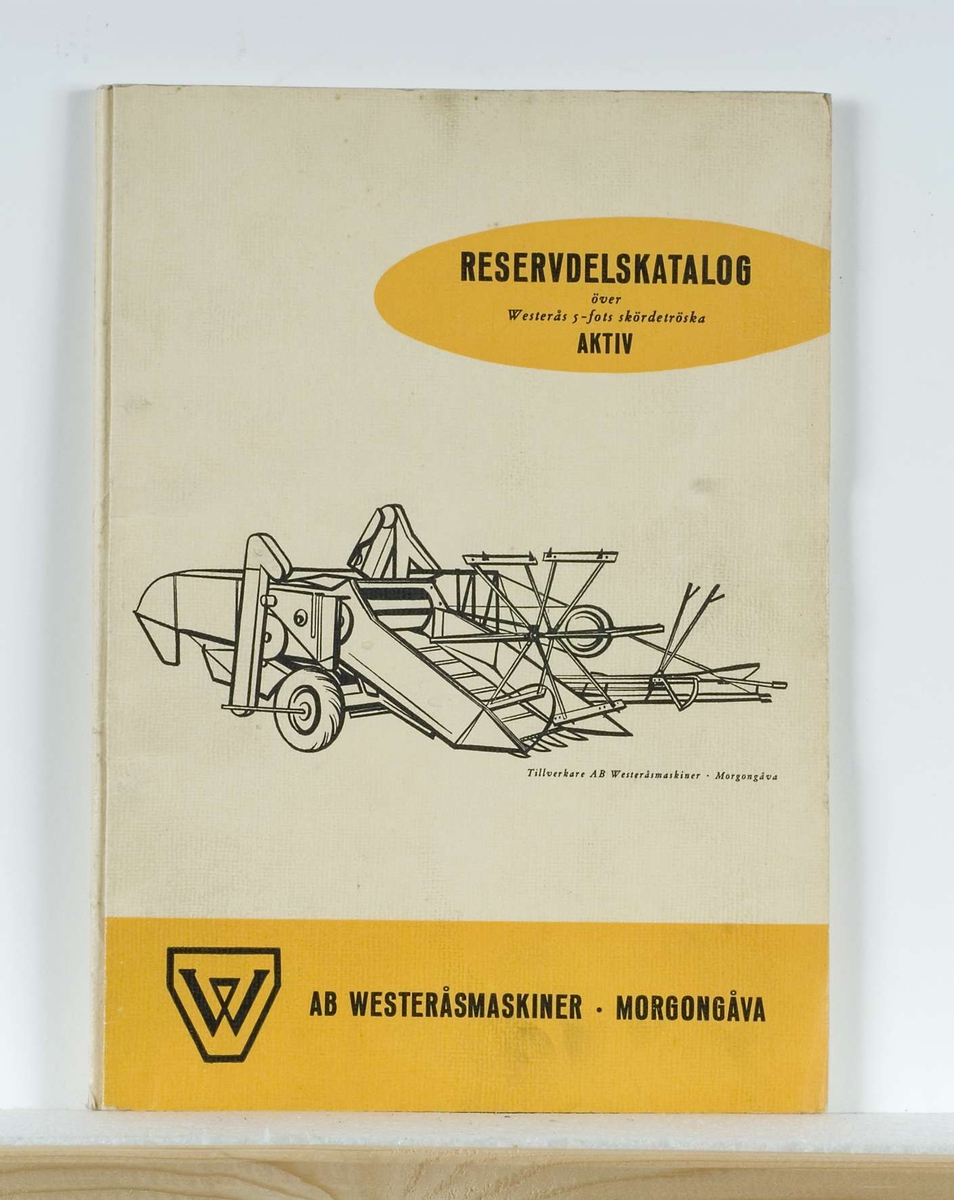
Skördetröskan Aktiv M reservdelskatalog.

Lantbruksmaskinerna kompletterades 1948 med skördetröskan ’Aktiv M’, som drogs av en traktor. Erik C. G. Bolinder hade varit i USA och hittat en lämplig förebild. ’Aktiv M’ fanns i produktion under många år. Det blev en stor framgång för Westeråsmaskiner. Den såldes i nära 18 000 exemplar. ’Aktiv M’ blev populär bland lantbrukarna. Maskinen var lätt att sköta, säker i drift och enkel att transportera  till åkerfälten på smala stigar och vägar. ’Aktiv M’ kom att omnämnas som lantbrukets ’Folkvagn’.
Erik C.G. Bolinder avled 1954. Ny ledning tillträdde, bestående av Per och Carl Bolinder, söner till Erik C:G Bolinder. Per, som var yngst, tillträdde som VD för Westeråsmaskiner medan Carl, som var äldst, blev VD för And. Fischer i Stockholm. Marknaden för skördetröskor i Sverige började gå i riktning mot större maskiner, som inte låg inom Westeråsmaskiners sortiment. 
Konstruktören Lasse Larsson hade på eget initiativ konstruerat ett fordon, en snövessla, för transport vintertid till den egna stugan i Jämtlandsfjällen. Efter diskussion med ledningen antogs den produkten och tillverkning startade 1957. Snövesslan fick produktnamnet Snow-Trac. Den hade två larvband och ratt. Styrningen var unik och använde en steglöst variabel växellåda (CVT) som ändrade varvtalen det ena bandet jämfört med det andra. Därmed kunde man använda en ratt att styra med jämfört med två spakar. Motorn var en standard Volkswagen luftkyld fyrcylindrig boxermotor av industrityp. Vesslan kom att tillverkas i flera olika varianter från 1957 till 1981.

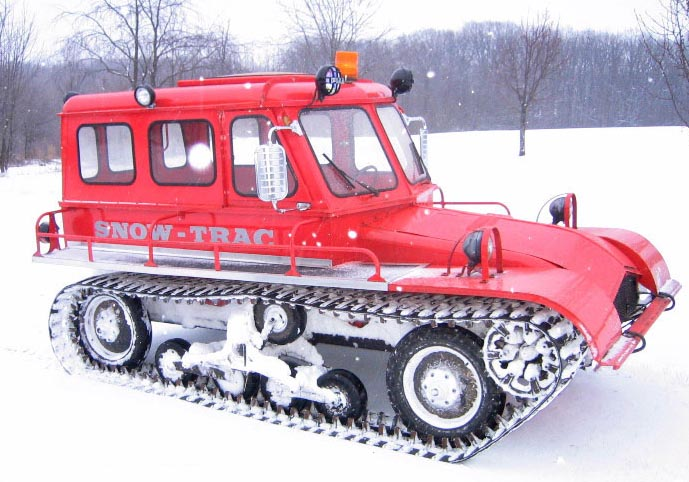
Snövesslan Snow-Trac.

När snövesslan som produkt verkade gå bra, studerade man konkurrenternas snöskotrar och tog fram en egen snöskoter, kallad Sno Tric. Snöfordonen fick en egen försäljnings- och serviceorganisation separat från lantbruksmaskinerna. Försäljningen gick bra och leveranser skedde även till USA och Canada. Försäljningen i Norrland sköttes av Person Invest i Östersund. Fordonen vidareutvecklades och nya varianter tillkom.
En självgående skördetröska, M2S började säljas 1958. Den vidareutvecklades i flera varianter och kom att tillverkas fram t.o.m. 1984 i 12 570 exemplar.
Under 1961 beslutades att lägga ner gjuteriet på grund av minskad andel gjutgods i tillverkningen. 
Företaget började importera maskiner för att komplettera sortimentet för de egna filialerna som skötte försäljningen. Man importerade en engelsk traktor, David Brown, bindare, strängläggare, pressar, harvar, potatisupptagare med mera från danska, tyska och finska företag. De största försäljningsframgångarna var med David Brown-traktorn och med en större skördetröska ifrån belgiska Clayson.
Från mitten av 1950-talet ökade antalet anställda från ca 600 till 1 000 år 1968. Därefter blev man tvungen att minska på personalen och avyttra fastigheter på grund av sjunkande lönsamhet.
1969 uppstod ökade problem bland annat på grund av torka med minskande beställningar och svårigheter med pågående avbetalningskontrakt. I augusti uppstod en likviditetskris.
En ackordsuppgörelse förhandlades fram med leverantörerna. Förhandlingar drevs med Persson Invest i Östersund om en överlåtelse av koncernen. Hösten 1969 övertog Persson Invest ägandet.

## Aktiv-Fischer
Firmanamnet ändrades 1970 till Aktiv-Fischer AB. Persson Invest tog över försäljningen av snöfordonen. Volvo BM (före 1973 Bolinder-Munktell) tog över försäljningen av skördetröskor och AM-Cani (dåvarande Lantmännen) sålde slåttermaskiner. Man beslutade att helt sluta med importprodukterna. Detta medförde en minskning av personalen. Flera av produkterna fick namnet Aktiv i varumärket.
En släpvagn Aktiv Stabil och terrängfordon Aktiv Trac börjar produceras och säljas 1970.
Resultatet försämrades under senare delen av 1970-talet. Utländska snöfordon kunde prismässigt konkurrera med de svenska tillverkarna. Persson Invest insåg att det inte gick att konkurrera med den nya importen och drog sig ur ägandet med att producera snöfordonen och hela verksamheten i Morgongåva.
År 1980, efter tio år, överlät Persson Invest verksamheten i Morgongåva till Överums Bruk AB, ett dotterbolag till Electrolux.
1981 var sista året med produktion av SNOW-TRAC. En orsak var att Volkswagen slutade att tillverka den luftkylda industrimotorn. 2 265 Snow-Trac producerades varav ungefär hälften exporterades till Nordamerika.
Under tiden Överum drev verksamheten i Morgongåva togs nya och större skördetröskor fram, vid namn ’Aktiv – Överum’ och ’Aros – Överum’.
Efter två år överlät Electrolux verksamheten till den finska koncernen Rosenlew i Björneborg.

## Svenska Rosenlew
Ny ägare från 1982 blev Oy Rosenlew AB Björneborg, Finland. Verksamheten i Morgongåva fick namnet Svenska Rosenlew AB.
Nya självgående skördetröskor 1983 blev AKTIV SAMPO och MF 16, vilka kom att produceras i 2 760 exemplar. Den sista AKTIV skördetröskan rullade ut 1984. Den hade tillverkningsnummer 30 893.
År 1987 köpte Rauma-Repola Oy, Pori, Finland aktiemajoriteten. Firmanamnet ändrades inte.

## Nedläggning
De nya ägarna Rauma Repola beslöt 1988 att flytta tillverkningen till Finland. I juni stoppades produktionen. Alla anställda blev uppsagda. 